# 이사 (음반)
移徙(이사)는 대한민국의 작곡가 겸 가수 윤상의 네 번째 정규앨범이다.
타이틀곡 〈이사〉는 윤상의 공연에서 자신들만의 라틴 음악 무대를 선보이기도 한 일본의 삼바팀 발란사(Balança)가 참여했고, 김현철과 함께 부른 〈사랑하오〉는 본 앨범이 발매되기 한달 전에 발매되었던 김현철의 8집에도 수록됐다.

## 수록곡
| #             | 제목                                      | 작사          | 작곡          | 편곡          | 재생 시간 |
| ------------- | ----------------------------------------- | ------------- | ------------- | ------------- | --------- |
| 1.            | 〈Intro〉                                 |               | 윤상, 정재일  |               | 1:37      |
| 2.            | 〈소리〉                                  | 박창학        | 윤상          | 윤상          | 3:21      |
| 3.            | 〈이사〉 (移徙)                           | 박창학        | 윤상          | Balança, 윤상 | 3:41      |
| 4.            | 〈Repeat〉                                |               | 윤상          |               | 1:05      |
| 5.            | 〈A Fairy Tale〉                          | 박창학        | 윤상          | 윤상, Balança | 4:29      |
| 6.            | 〈사랑하오〉 (duet with 김현철)           | 김현철        | 김현철        | 윤상, 김현철  | 5:12      |
| 7.            | 〈Runner's High〉                         | 박창학        | 윤상          | 홍준호        | 3:52      |
| 8.            | 〈재회〉 (duet with 청안 of 캔디맨)       | 박창학        | 윤상          | 윤상          | 4:03      |
| 9.            | 〈EL Camino〉                             |               | 윤상          |               | 2:48      |
| 10.           | 〈소월에게 묻기를...〉 (duet with 정훈희) | 박창학        | 윤상          | 이승환, 윤상  | 4:05      |
| 11.           | 〈Ni Volas Interparoli〉                  | 박창학        | 윤상          | 정재일        | 5:51      |
| 총 재생 시간: | 총 재생 시간:                             | 총 재생 시간: | 총 재생 시간: | 총 재생 시간: | 40:09     |

- 〈소월에게 묻기를...〉의 가사에는 시인 김소월의 《진달래꽃》의 일부분이 인용됐다.
- 〈Ni Volas Interparoli〉는 1887년 폴란드의 루도비코 라자로 자멘호프 박사에 의해 창안된 인공어 에스페란토로 "우리는 대화하기를 원한다"라는 의미이다.[1]

## 참여
이 목록은 해당 앨범의 부클릿 〈staff〉목록에서 발췌하였다.
| - 윤상 - 프로듀서, 보컬, 신시사이저(2, 5, 7, 9), 컴퓨터 프로그래밍(2, 6, 9), 샘플링(6), 리듬 프로그래밍(7, 8), 노이즈 효과(11) 참여 음악인 - bk! - 신시사이저(2), 리듬(2, 8) - Balança - 편곡(3, 5) - Yukiho "Den" Sakasegawa - Cavaquinho - Koji Abe - Violão(3, 5), Violão de 7(5) - Masatoshi "Cokky" Kohata - Tan-Tan - Atsushi Yamaguchi, - Repique de mão - Ken-ichi "Bic" Suzuki - Pandeiro(3, 5), Surdo(3) - 이승환(The Story) - 현악 편곡(3), 건반 악기(6), 전자 피아노(8), 피아노(10) - The Strings - 현악(3, 10, 11) - 정재일 - 베이스(3, 5, 7, 8), 신시사이저/컴퓨터 프로그래밍(11) - 길은경 - 전자 피아노(3, 5) - 신지아 - 백 보컬(3, 5) - 홍준호 - 기타(5, 6~8) - 이상순 - 기타(6) - 이상민 - 드럼(6, 7) - 노영심 - 피아노(9) - Kabeto - 목소리(11) - 고지현, 조수현, 강효진, 송정민 - 가야금(11) | 스탭 - 박창학 - 공동 프로듀서 - VIBE, EOLITH, MUSIC TOWER - 믹싱 스튜디오 - Satoshi Yoshida, 임승현, 이영돈, 이진원, 박권일, 임계환, 이면숙 - 녹음 - 장민철, 박재철, 이재형, 최준철 - 보조 - 곽은정 - Pro tool 에디트 - 오현석, 조규범, 여두현 - 믹싱 - 최효영(소닉 코리아) - 마스터링 - 정재문 - 이그제큐티브 프로듀서 - 김기홍(ode music), Kenji Honda/Ryohei Funatsu(LATINA) - A&R - 박찬수, 김기홍 - 매니지먼트 - 박은주, 김정임 - 헤어, 메이크 업 - 송창래 - 사진 - 이현미 - 아트 디렉터, 디자인 |